# Saint-Martin-d’Oydes
Saint-Martin-d’Oydes (okzitanisch Sent Martin d'Òidas) ist eine französische Gemeinde mit 251 Einwohnern (Stand 1. Januar 2022) im Département Ariège in der Region Okzitanien. Sie gehört zum Kanton Pamiers-1 im Arrondissement Pamiers.

## Geographie
Saint-Martin-d’Oydes liegt am Flüsschen Latou, an der östlichen Gemeindegrenze verläuft die Aure.
Nachbargemeinden sind Durfort im Nordwesten, Esplas im Norden, Unzent im Nordosten, Lescousse im Osten, Saint-Michel im Süden und Artigat im Südwesten.

## Bevölkerungsentwicklung
| Jahr      | 1962 | 1968 | 1975 | 1982 | 1990 | 1999 | 2008 | 2015 |
| --------- | ---- | ---- | ---- | ---- | ---- | ---- | ---- | ---- |
| Einwohner | 332  | 310  | 225  | 218  | 195  | 225  | 253  | 243  |